# Автотрейдинг
Автотре́йдинг — бізнес з продажу автомобілів. 

## Формування ринку
Дилерська мережа в країні формувалася, виходячи обсягів реалізації докризового періоду, тобто показників до 2008 року. Тоді продажі набагато перевищували 600 тисяч автомобілів на рік. Кількість дилерів і шоу-румів з'являлося саме з цих розрахунків. Організація нових дилерських центрів не припинилася і в наступні роки. Автокомпанії продовжували освоювати нові території з прицілом на зростання продажів та повернення до докризових показників.

## Формати торгівлі
- салони продажу нових авто
  - монобрендові
- спеціалізованих дилерських центрів, що мають додаткові джерела доходів від сервісу, ремонту та продажу запчастин — в умовах кризи дають додаткові можливості щодо доходу[1]

## Кризи і  автотрейдинг
З початку 2014-го обсяги продажів на українському авторинку в порівнянні з минулим роком скоротилися наполовину. Низькі продажі, а також висока конкуренція, що має місце навіть в межах одного міста — явища, характерні для кризи-2014. Обвал ринку стався до показників 14-річної давнини.
Галузь чутлива до валютних і кредитних ризиків.
Щоб зберегти дилерську мережу, автовиробники зменшують кількість автосалонів до беззбиткового рівня. Якщо ще влітку [2014] на продаж в Україні виставлялися одиниці автосалонів, то восени - десятки точок — практично в кожному українському міст. Йдеться про салони, які не входять у великі мережі або дилерські групи та займаються виключно реалізацією автомобілів.